# Domenico De Lillo

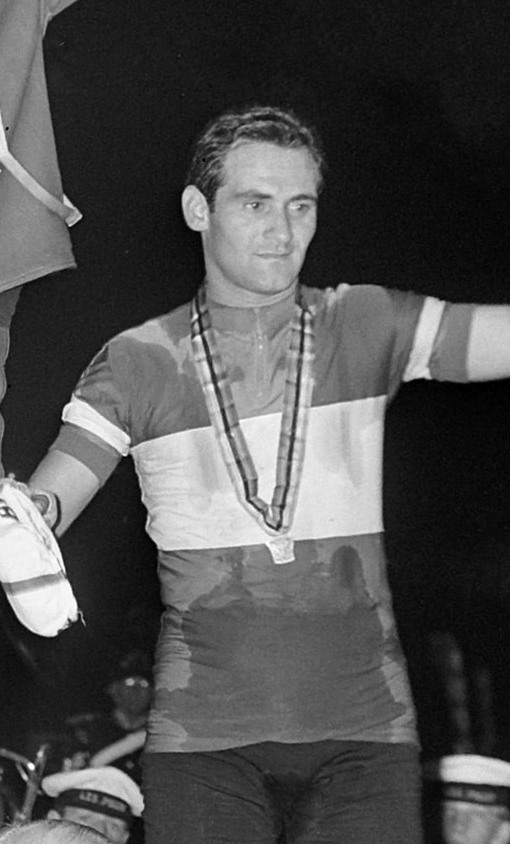
Domenico De Lillo (1967)

Domenico De Lillo (* 30. August 1937 in Mailand) ist ein ehemaliger italienischer Radrennfahrer, Schrittmacher und heutiger Sportfunktionär.
De Lillo wurde 1962 Berufsfahrer und blieb bis 1973 aktiv. Neunmal wurde Domenico De Lillo zwischen 1959 und 1971 italienischer Meister der Steher. 1967, 1969 und 1971 belegte er bei UCI-Bahn-Weltmeisterschaften den dritten Rang in dieser Disziplin und 1968 wurde er zudem Derny-Europameister. 1965 wurde er Dritter bei den Europameisterschaften im Steherrennen. De Lillo fuhr auch Straßenrennen, blieb dabei aber sieglos.
Nach seinem Rücktritt vom aktiven Radsport wurde De Lillo selbst Schrittmacher und führte den Steher Bruno Vicino zu drei Weltmeister-Titeln und mehreren Podiumsplätzen bei den Profis. 1985 wurde Roberto Dotti hinter De Lillo Amateur-Weltmeister der Steher.
Von 1986 bis 1989 war Domenico De Lillo Sportlicher Leiter des Radsportteams Gewiss-Bianchi. Seit 1994 ist er Mitglied der Technischen Kommission des italienischen Radsportverbandes. Darüber hinaus besitzt er im schweizerischen Chiasso seit den 1970er Jahren ein Tabacchi.